# 前积层
前积层（foreset bed）是河流三角洲的主要部分之一，为河道尽头所看到的三角洲倾斜部分，因为三角洲沉积物沿扇形三角洲前缘沉积。由于沉积物淤积在斜坡表面上，因此产生的层理不是水平状，而是沿流向更深水域水流的方向倾斜，三角洲的横截面显示了流向静水方向上的交错层理。
当携带沉积物的水流遇到静水区时，就会形成了前积层。水流流至静水区时，流速会放缓到足以使较大泥沙颗粒无法再被携带而沉积下来。淤积的沉积物随时间的推移而逐漸积累形成三角洲